# Вересаев, Викентий Викентьевич
Вике́нтий Вике́нтьевич Вереса́ев (настоящая фамилия — Смидо́вич; 4 (16) января 1867 года, Тула — 3 июня 1945 года, Москва) — русский, советский писатель, врач, переводчик, литературовед. Лауреат Пушкинской премии (1919, последнее вручение) и Сталинской премии (1943).

## Биография

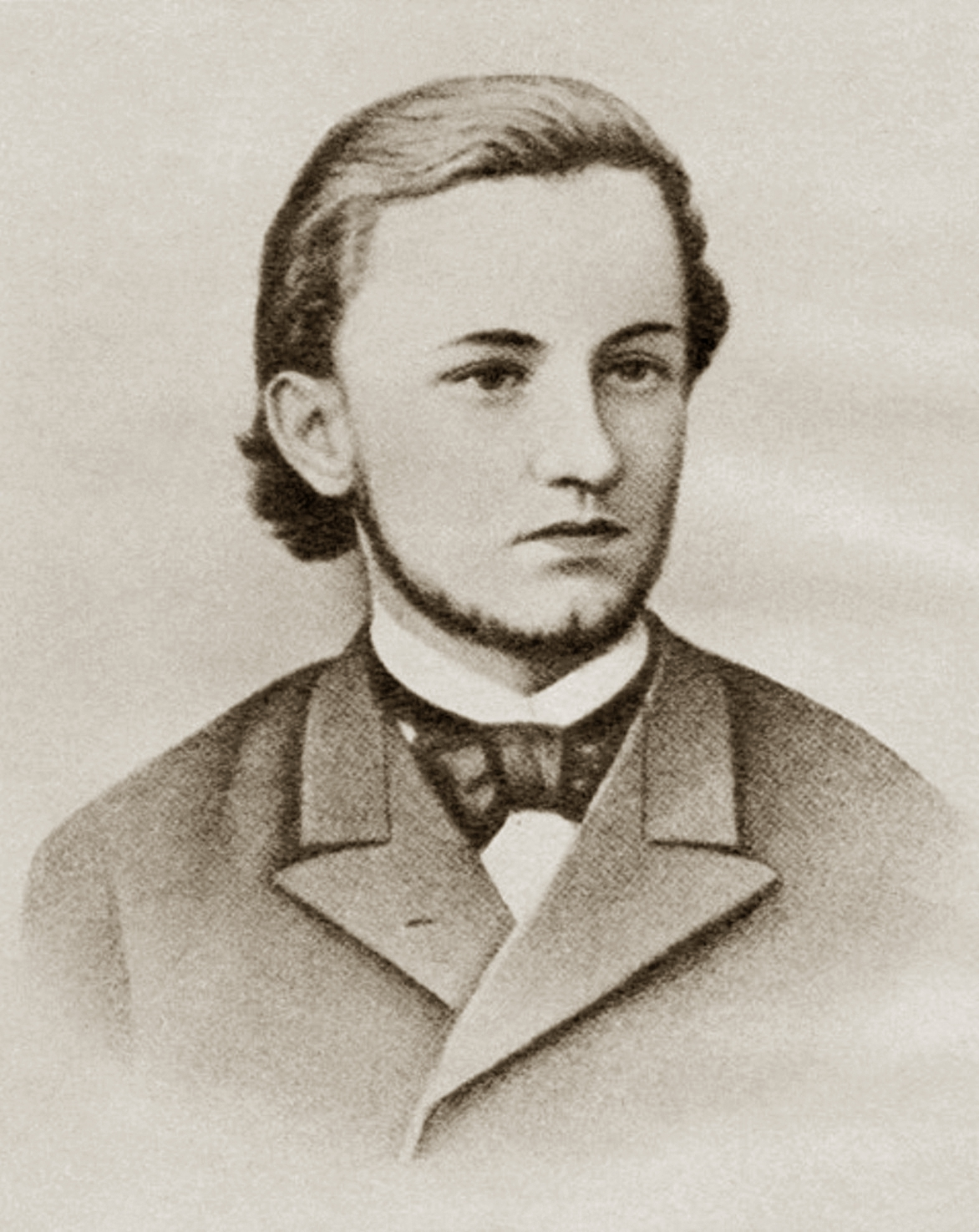
Викентий Вересаев — студент Санкт-Петербургского университета.
Фотография, 1885 г.

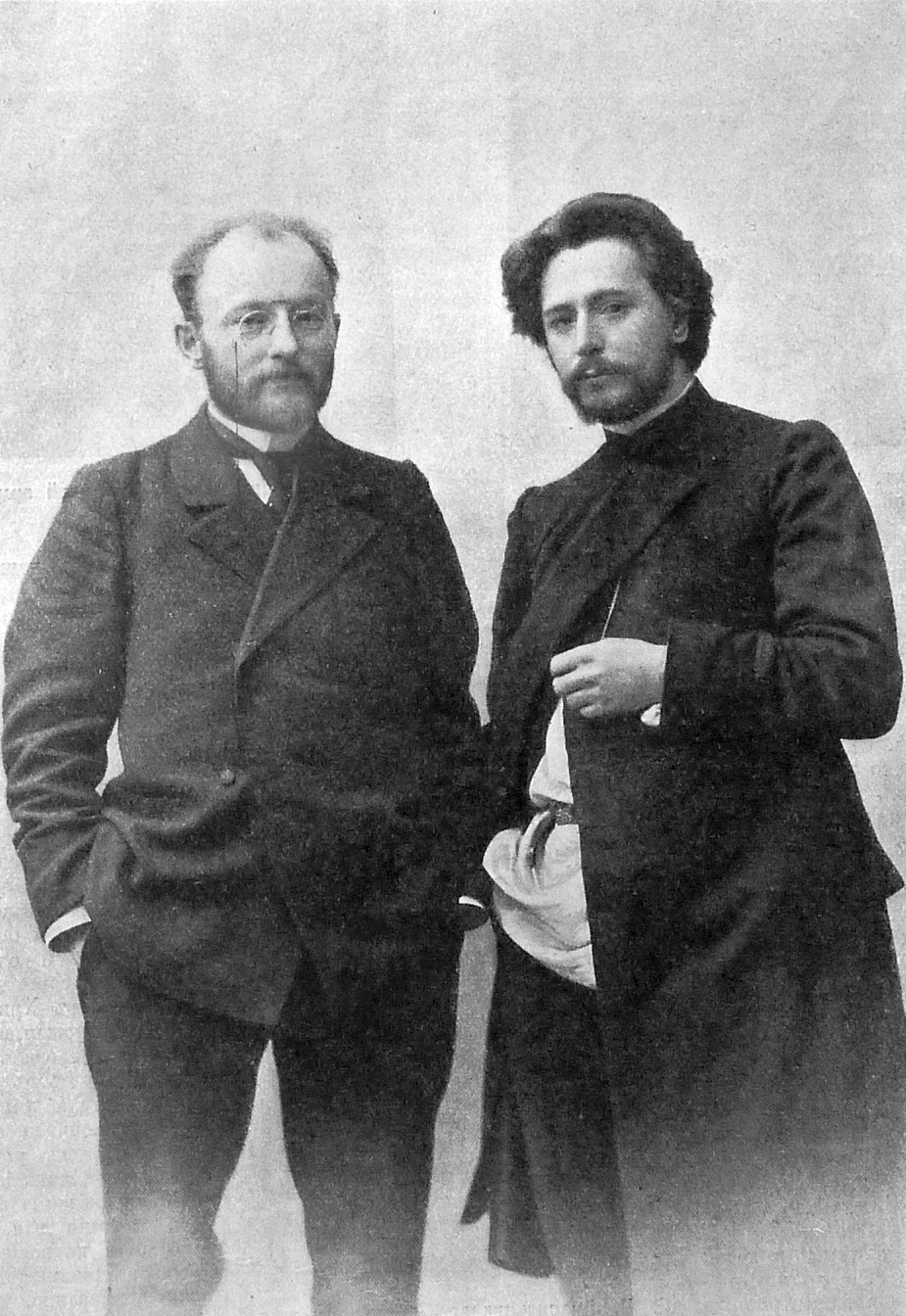
Викентий Викентьевич Вересаев и Леонид Николаевич Андреев, 1904 год

Отец — Викентий Игнатьевич Смидович (1835—1894), дворянин, был врачом, основателем Тульской городской больницы и санитарной комиссии, одним из создателей Общества тульских врачей. Мать, Елизавета Павловна (урождённая Юницкая), организовала в своём доме первый в Туле детский сад.
Троюродным братом Викентия Вересаева был Пётр Гермогенович Смидович, а сам Вересаев приходится дальним родственником Натальи Фёдоровны Васильевой — матери генерал-лейтенанта Василия Ефимовича Васильева.
Семья проживала в Туле в собственном доме на Верхне-Дворянской (ныне — Гоголевской улице, № 82, где сейчас располагается Дом-музей В. В. Вересаева).
Окончил Тульскую классическую гимназию с серебряной медалью (1884) и поступил на историко-филологический факультет Императорского Санкт-Петербургского университета. В 1888 году окончил историческое отделение кандидатом (кандидатская диссертация: «Известия Татищева, относящиеся к XIV веку»). Осенью того же года поступил на медицинский факультет Императорского Дерптского университета. В Дерпте, на старших курсах университета, работал в лаборатории терапевтической клиники, напечатал две работы: «К упрощению количественного определения мочевой кислоты по Гайкрафту» и «К вопросу о влиянии воды Вильдунген на обмен веществ» (Журнал «Медицина», 1893, № 17, № 27—28).
В 1892 году, ещё студентом, ездил на холерную эпидемию в Екатеринославскую губернию, где самостоятельно заведовал бараком на Вознесенском руднике Петра Александровича Карпова, недалеко от Юзовки.
В 1894 году окончил медицинский факультет Дерптского университета и приступил в Туле к медицинской деятельности под руководством отца. Через несколько месяцев переехал в Петербург, где в 1896—1901 годах работал сверхштатным ординатором и заведующим библиотекой в Городской барачной в память Сергея Петровича Боткина больнице.
В 1897 году женился на своей троюродной сестре Марии Гермогеновне Смидович (1875—1963).
Примыкал к литературному кружку легальных марксистов (Пётр Бернгардович Струве, Михаил Иванович Туган-Барановский, Пётр Павлович Маслов, Михаил Петрович Неведомский, Александра Михайловна Калмыкова и другие), входит в литературный кружок «Среда» и сотрудничает в журналах: «Новое слово», «Начало», «Жизнь». В 1901 году, по предписанию градоначальника, уволен из больницы и выслан в Тулу на два года. В 1903 году переселился в Москву.
В июне 1904 года, во время русско-японской войны, как врач запаса был призван на военную службу и направлен младшим ординатором в 38-й полевой подвижной госпиталь при 72-й дивизии 6-го Сибирского армейского корпуса в Мукдене. Участвовал в сражении на реке Шахе и Мукдене. До 1906 года находился в Маньчжурии.
В 1910 году совершил поездку в Грецию, что привело к увлечению древнегреческой литературой на протяжении всей его дальнейшей жизни.
В Первую мировую войну служил в качестве военного врача. Послереволюционное время провёл в Крыму.
В 1921 году вернулся в Москву. В 1941 году эвакуировался в Тбилиси.
Скончался 3 июня 1945 года и похоронен в Москве на Новодевичьем кладбище (участок № 2, ряд 27).

## Литературная деятельность
Викентий Вересаев увлёкся литературой и начал писать в гимназические годы. Началом литературной деятельности Вересаева следует считать конец 1885 года, когда в «Модном журнале» было напечатано его стихотворение «Раздумье». Для этой первой публикации Вересаев выбрал псевдоним «В. Викентьев». Литературный псевдоним «Вересаев» писатель подыскивал долго. Перечитывая один из рассказов Гнедича, он натолкнулся на фамилию «Вересаев», которая ему понравилась. В 1892 году он впервые использовал этот псевдоним, подписав им очерки «Подземное царство» (1892), посвящённые труду и жизни донецких шахтёров.

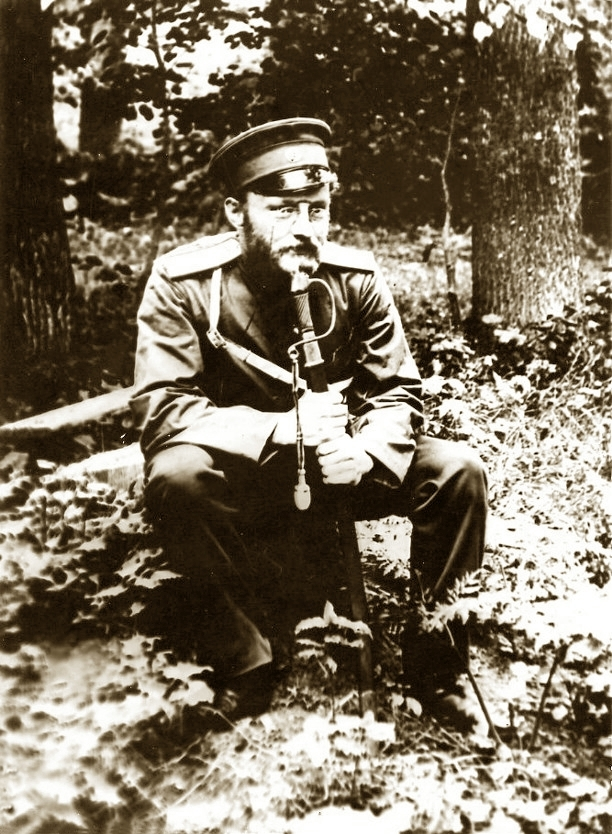
Военврач полевого госпиталя Викентий Вересаев в действующей армии в годы русско-японской войны.
Фотография. Маньчжурия, 1904—1905 гг.

Как писатель он сложился на грани двух эпох: начал писать, когда потерпели неудачу и утратили свою силу идеалы народничества, а в жизнь стало настойчиво внедряться марксистское мировоззрение, когда дворянско-крестьянской культуре была противопоставлена буржуазно-городская культура, когда город был противопоставлен деревне, а рабочие — крестьянству.
В автобиографии Вересаев пишет: «Пришли новые люди, бодрые и верящие. Отказавшись от надежд на крестьянство, они указали на быстро растущую и организующуюся силу в виде фабричного рабочего, приветствовали капитализм, создающий условия для развития этой новой силы. Кипела подпольная работа, шла агитация на фабриках и заводах, велись кружковые занятия с рабочими, ярко дебатировались вопросы тактики… Многих, кого не убеждала теория, убедила практика, в том числе и меня… Зимой 1885 года вспыхнула знаменитая Морозовская стачка ткачей, поразившая всех своей многочисленностью, выдержанностью и организованностью».
Творчество писателя в то время — переход от 1880-х к 1900-м годам, от близости к социальному оптимизму Чехова к тому, что впоследствии выразил в «Несвоевременных мыслях» Максим Горький.

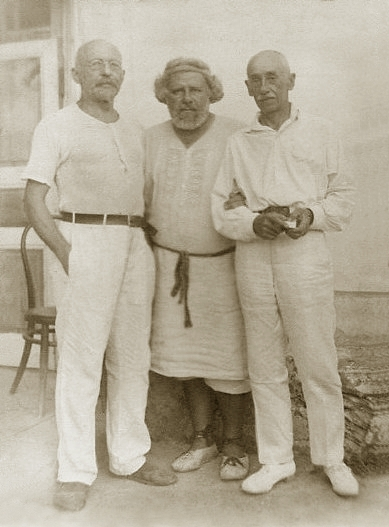
Викентий Викентьевич Вересаев (слева), поэт и художник Максимилиан Александрович Волошин (в центре) и художник-пейзажист Константин Фёдорович Богаевский.
Фотография. Крым, Коктебель, 1927 г.

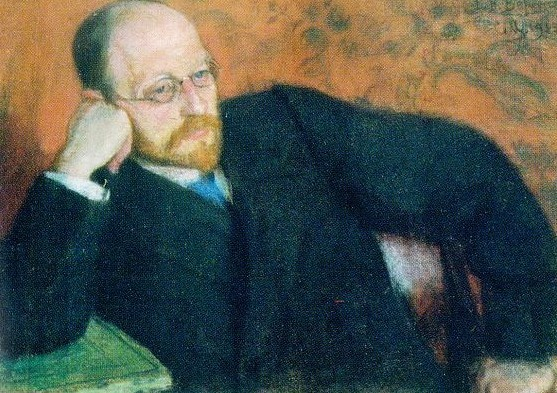
Сергей Васильевич Малютин. Портрет Викентия Викентьевича Вересаева. 1919 г.

В 1894 году Вересаев написал повесть «Без дороги». Автор даёт картину страстных и мучительных поисков молодым поколением путей и смысла жизни, обращается за разрешением «проклятых вопросов» к более старшему поколению (врач Чеканов) и ждёт чёткого, твёрдого ответа, а Чеканов бросает Наташе тяжёлые слова: «Ведь у меня ничего нет. К чему мне честное и гордое миросозерцание, что оно мне даёт? Оно уже давно мертво». Чеканов не хочет сознаться, «что он безжизненно нем и холоден; однако обмануть себя он не в состоянии» и погибает.
В 1890-е годы в России появляются социал-демократические кружки, пишутся «Критические заметки об экономическом развитии России» Петра Бернгардовича Струве, выходит книга Георгия Валентиновича Плеханова «К вопросу о развитии монистического взгляда на историю», вспыхивает известная стачка ткачей в Петербурге, выходят промарксистские периодические издания «Новое слово», потом «Начало» и «Жизнь».
В 1897 году Вересаев издаёт повесть «Поветрие». Наташа уже не томится «беспокойными исканиями», «она нашла дорогу и верит в жизнь», «от неё так и веет бодростью, энергией, счастьем». Повесть описывает полосу, когда молодёжь в своих кружках взялась за изучение марксизма и затем пошла пропагандировать идеи социал-демократии в рабочие массы.
Всероссийская известность к Вересаеву пришла после издания в 1901 году в журнале «Мир Божий» «Записок врача» — биографической художественно-документальной повести, описывающей «изнутри» проблематику, философию и этику врачебной профессии, взаимоотношений врача и общества. «Врач — если он врач, а не чиновник врачебного дела — должен прежде всего бороться за устранение тех условий, которые делают его деятельность бессмысленной и бесплодной, он должен быть общественным деятелем в самом широком смысле слова». При жизни автора книга переиздавалась 14 раз и была переведена на большинство европейских языков, а также на японский.

Портрет В. В. Вересаева работы Н. А. Андреева. 1923

Одна из глав книги посвящена медицинским экспериментам на человеке, которые были в те годы далеки от современных этических стандартов. В полемике с противниками Вересаев показал убожество сторонников права сильного на эксперименты якобы «в интересах общественного блага» над «бесполезными членами общества», «старухами-процентщицами», «идиотами» и «отсталыми и социально чуждыми элементами».
К началу XX столетия развёртывается внутренняя борьба в социал-демократии — между легальным и революционным марксизмом, между ревизионистами и ортодоксами, между «экономистами» и «политиками». В конце 1900 года начинает выходить газета «Искра». Выходит журнал «Освобождение» — орган либеральной оппозиции. Образованная часть людей увлекается индивидуалистической философией Фридриха Ницше, часть зачитывается идеалистическим сборником «Проблемы идеализма».
Происходит постепенное расслоение интеллигенции. Этот процесс отражён в повести «На повороте», вышедшей в 1902 году. Героиня Варвара Васильевна не согласна с медленным и стихийным подъёмом революционного рабочего движения, это ей не нравится, хотя она и сознает: «я — ничто, если не захочу признать этого стихийного и его стихийности». Она не хочет себя чувствовать второстепенной силой, придатком к рабочему классу, каковым в XIX веке были народники по отношению к крестьянству. Теоретически Варвара остаётся прежней марксисткой, но мироощущение её изменилось. Она глубоко страдает и, как человек глубоко искренний и совестливый, кончает самоубийством, сознательно заразившись от больного. В Токареве психологический распад выражен заметнее, ярче. Он мечтает о красивой жене, большом доме, уютном кабинете и «чтобы всё это покрывалось широким общественным делом» и не нуждалось в больших жертвах. В нём не наблюдается внутреннего мужества Варвары, он рассуждает, что в учении Эдуарда Бернштейна «больше настоящего реалистического марксизма, чем в правоверном марксизме». Сергей — с налётом ницшеанства, он надеется и верит в пролетариат, «но он хочет прежде всего верить в себя». Он, как и Варвара, жёстко критикует стихийность протестов. Таня — наполнена энтузиазмом и самоотверженностью, она настроена на борьбу со всем жаром своего сердца.
К 1905 году общество и литературу захватил революционный романтизм и зазвучала песнь «безумству храбрых»; Вересаев не увлёкся этим, он не побоялся «тьмы низких истин». Он дорожил истиной и без приукрашивания рисовал те пути, которыми шла тогда интеллигенция. Он стал художником-историком русской интеллигенции.
Русско-японская война и 1905 год нашли отражение в рассказах и очерках, составивших сборник «На японской войне» (полностью опубликовано в 1928 году).
После революции 1905 года началась переоценка старых ценностей. Часть интеллигенции отошла от революционной работы. Крайний индивидуализм, пессимизм, эротизм, мистика и церковность проявились в эти годы. В 1908 году выходит повесть «К жизни». Чердынцев, видный и активный социал-демократ, в момент деградации, утратив ценность и смысл существования, страдает и пытается найти утешение в чувственном наслаждении, но всё бесполезно. Внутренний сумбур проходит лишь в общении с природой и при общении с рабочими. Поставлен важный вопрос тех лет о взаимоотношениях интеллигенции и народных масс.

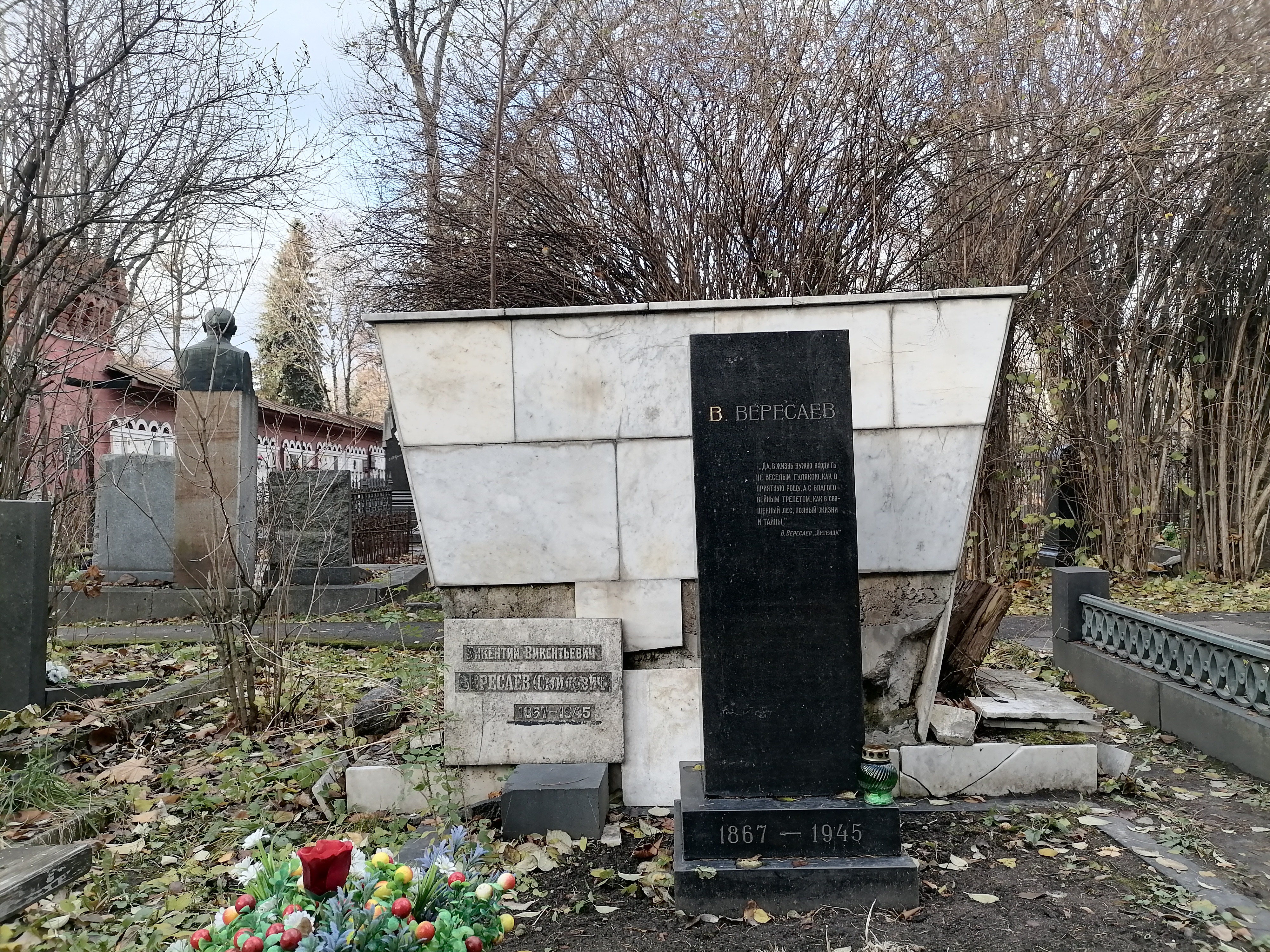
Могила Вересаева на Новодевичьем кладбище Москвы.

В 1922 году вышел роман «В тупике», в котором показано семейство Сартановых. Иван Ильич, учёный, демократ; его дочь Катя, меньшевичка, пока не знает что делать. Оба — по одну сторону баррикады. Другая дочь, Вера, и племянник Леонид — большевики, они — по другую сторону. Тяжёлое переживание, споры, столкновения мнений, беспомощность, тупик. В 1928—1932 годы Вересаев работал над романом «Сёстры». «В тупике» и «Сёстры» после начала 30-х годов были изъяты из общих фондов библиотек, а переизданы уже лишь в Перестройку.
Вересаев пишет и о рабочих и крестьянах. В повести «Конец Андрея Ивановича», в очерке «На мёртвой дороге» и в ряде других произведений писатель изображает жизнь рабочего.
В очерке «Лизар» рисуется заносчивая глупость извозчика, выступающего за ограничение рождаемости. Этой теме посвящено ещё несколько очерков.
Заметный интерес представляет работа о Фёдоре Михайловиче Достоевском, Льве Николаевиче Толстом и Фридрихе Ницше, названная «Живая жизнь» (две части). Это теоретическое обоснование повести «К жизни»; в ней автор вместе с Толстым провозглашает: «Жизнь человечества — это не тёмная яма, из которой оно выберется в отдалённом будущем. Это светлая, солнечная дорога, поднимающаяся все выше и выше к источнику жизни, света и целостного общения с миром!..» «Не прочь от жизни, а в жизнь, — в самую глубь её, в самые недра». Связь с миром людей, гармония с целым, любовь — вот основа жизни.
В первые годы после событий октября 1917 года вышли работы Вересаева:
- «В юные годы» (Воспоминания);
- «Пушкин в жизни»;
- переводы с древнегреческого: «Гомеровы гимны»;

В 1928—1929 годах писатель опубликовал полное собрание сочинений и переводов в 12 томах. В 10-й том вошли переводы с древнегреческого эллинских поэтов (исключая Гомера), в том числе «Труды и дни» и «Теогония» Гесиода, позже неоднократно переиздававшиеся. С 1937 по 1941 годы Вересаев перевёл «Илиаду» и «Одиссею», однако впервые опубликованы они посмертно — в 1949 и 1953 годах соответственно.
По стилю письма Вересаев — реалист. Особенно важна в творчестве писателя его значительная правдивость в отображении лиц, среды, а также любовь ко всем, ищущим решения «вечных вопросов» с позиции правды и любви. Его герои представлены в основном не в процессе борьбы или работы, а чаще в поисках путей жизни.

## Награды
- Пушкинская премия Академии наук (1919) — за переводы древнегреческой поэзии
- Сталинская премия первой степени (1943) — за многолетние выдающиеся достижения[12]
- Орден Трудового Красного Знамени (31.01.1939)
- Медаль «За оборону Кавказа» (1945)[7]

## Память о Вересаеве

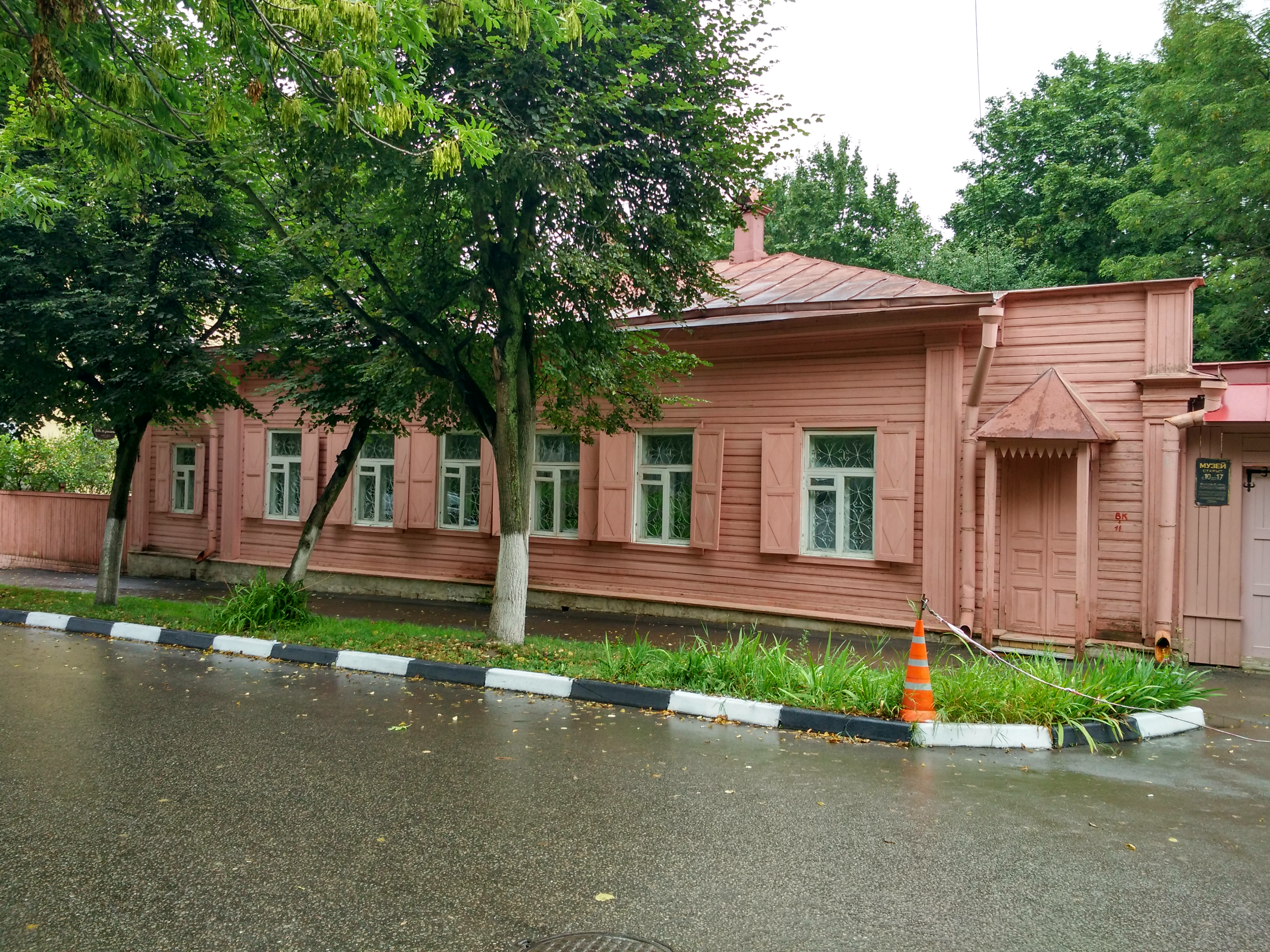
Дом-музей В. В. Вересаева в Туле

В 1958 году в Туле был установлен памятник писателю, а в 1992 году был открыт Дом-музей В. В. Вересаева.
С 2016 года Городская клиническая больница в Москве (бывшая № 81, основаная в 1937 г.) носит имя В. В. Вересаева.
В январе 2017 года, в честь 150-летнего юбилея В. В. Вересаева, ГП «Почта Донбасса» (ДНР) ввела в обращение художественную почтовую марку «Вересаев Викентий Викентьевич 1867—1945».

### Вересаев в топонимике
- Вересаево — село в Сакском районе Крыма было названо в честь Викентия Вересаева в 1948 году.
- Улица имени Викентия Вересаева в Туле — бывшая Техническая (в Центре), переименованная в 1989 году. До этого в городе существовала улица имени Вересаева, располагавшаяся в 2 км от улицы, носящей сейчас имя писателя. Она исчезла в результате перестройки кварталов.
- Улица Вересаева — улица в Москве на территории района «Можайский» Западного административного округа.
- Улица Вересаева в Пензе.
- Улица Вересаева в Ростове-на-Дону.
- Улица Вересаева в Новосибирске.
- Улица Вересаева в городе Богородицке.
- Улица Вересаева в Алексине.
- Улица Вересаева в Петровском районе Донецка.
- Улица Вересаева в Запорожье.
- Улица Вересаева в Феодосии.
- Улица Вересаева в Коктебеле.

## Произведения

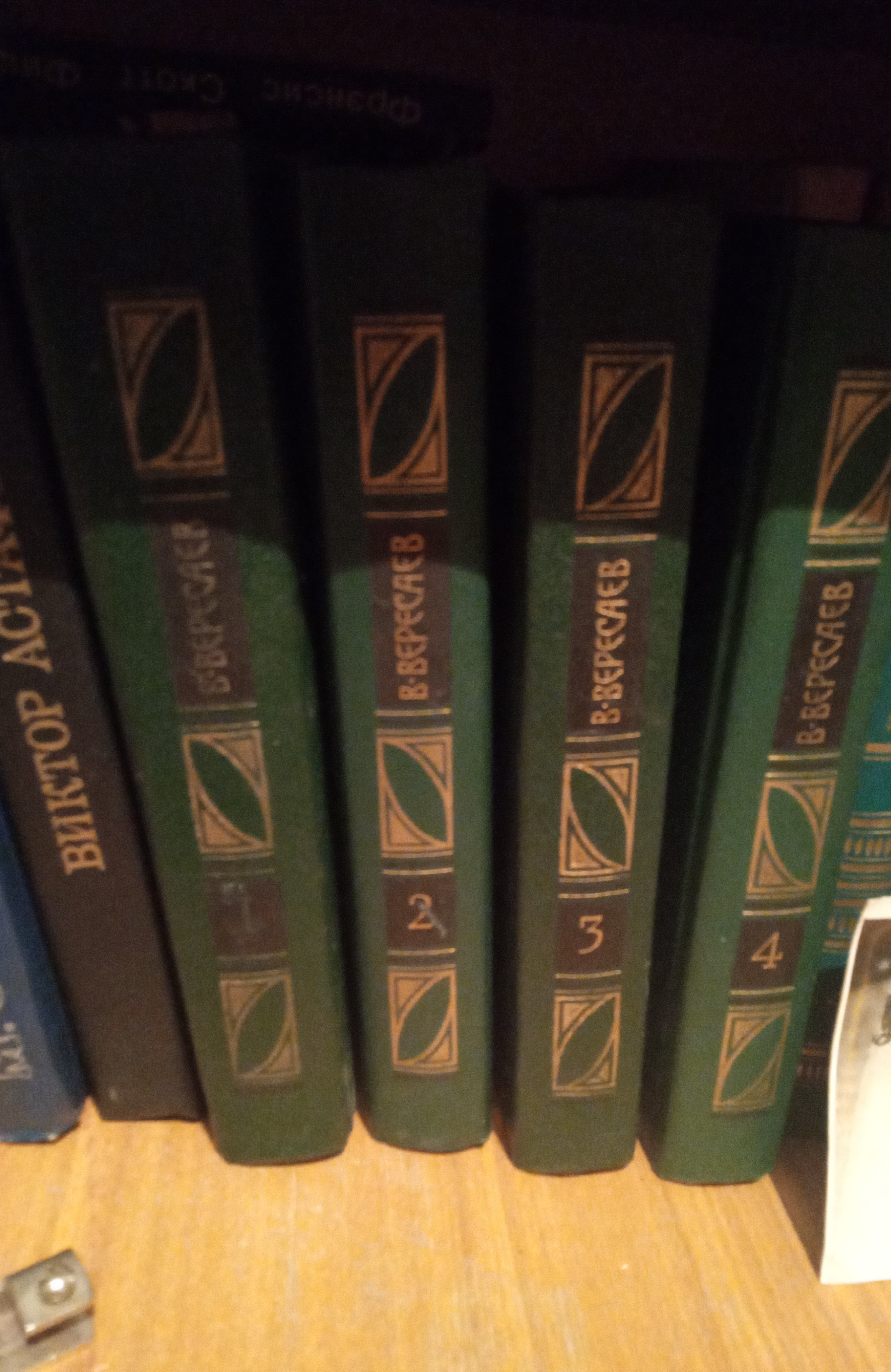
Викентий Вересаев. Собрание сочинений в 4 томах. Москва, изд. Правда,1990

### Романы
- 1920—1923 — «В тупике»
- 1928—1931 — «Сёстры»

### Драмы
- 1918 — «В священном лесу» (была возвращена автору, в 1995 г. в Екатеринбурге состоялась первая публикация, в аннотации к которой говорилось, что ранее неизвестная в России драма Викентия Викентьевича Вересаева «В священном лесу» публикуется в авторской редакции; в предисловии Дж. Стюарт Дюррант писал: «…следуя словам из пьесы „В священном лесу“, которые В. В. Вересаев выбрал для своего могильного камня и которые кратко описывают его жизненную философию: „В жизнь нужно входить не веселым гулякою, как в приятную рощу, а с благоговейным трепетом, как в священный лес, полный жизни и тайны“»[16]).
- 1935 — «Последние дни» (была написана в соавторстве с Михаилом Булгаковым, которому принадлежала идея как самой пьесы, так и приглашения Вересаева в качестве соавтора[17], возможно, как «благодарность за то, что тот в тяжёлое время сам приехал к М.А. [Михаилу Афанасьевичу] и предложил в долг денег», как писала в дневнике Е. С. Булгакова, добавляя, что чувствует, «что ничего хорошего не получится»[18]; острые разногласия между соавторами в конечном итоге привели к отказу Вересаева от пьесы[19]).

### Повести
- 1897 — «Без дороги»,
- 1897 — «Поветрие» (в сборнике В. Вересаева Очерки и рассказы, 1898, с подзаголовком: «Эскиз»).
- «Два конца»:
  - 1899 — «Конец Андрея Ивановича»,
  - 1903 — «Конец Александры Михайловны»,
- 1901 — «На повороте»,
- 1906—1907 — «На японской войне»,
- 1908 — «К жизни» (журнал «Современный мир», 1909, № 1—3)
- 1927 — «Исанка» (журнал «Новый мир», 1928, № 3).

### Рассказы
- 1887—1895 — «Загадка»,
- 1889 — «Порыв»,
- 1896 — «Прекрасная Елена»,
- 1897 — «К спеху»,
- 1892 — «Товарищи»,
- 1899 — «В сухом тумане»,
- 1899 — «Лизар»,
- 1900 — «Ванька»,
- 1900 — «На эстраде»,
- 1901 — «В степи»,
- 1902 — «Встреча»,
- 1902 — «Мать»,
- 1902 — «Об одном доме»,
- 1903 — «Звезда»,
- 1903 — «Перед завесою»,
- 1905 — «Враги»,
- 1906 — «Исполнение земли»,
- 1915 — «Случай»,
- 1915 — «Дедушка»[20],
- 1915 — «Мария Петровна»,
- 1919 — «Состязание»,
- 1926 — «Собачья улыбка»,
- 1929 — «Мимоходом»,
- 1930 — «Болезнь Марины»,
- 1942 — «Княгиня»,
- 1943 — «Всю жизнь отдала»,
- 1943 — «Euthymia (Эйтемия)» (напечатан в 4-томном собрании сочинений в 1948 г.)
- 1945 — «Невыдуманные рассказы о прошлом»[21].

### Литературоведение
- 1910 — «Живая жизнь. О Достоевском и Льве Толстом».

### Документальные
- 1925—1926 — «Пушкин в жизни»,
- 1933 — «Гоголь в жизни»,
- 1937 — «Спутники Пушкина».

### Воспоминания
- 1900 — «Записки врача»
- 1927 — «В юные годы»
- 1929 — «В студенческие годы»,
- «Литературные воспоминания».